# Geitodoris bacalladoi
Geitodoris bacalladoi is een slakkensoort uit de familie van de Discodorididae. De wetenschappelijke naam van de soort is voor het eerst geldig gepubliceerd in 1990 door Ortea.